# Приазовка
Приазо́вка — хутор в Ейском районе Краснодарского края, входит в состав Кухаривского сельского поселения.

## География
Расположен в 9 км к юго-западу от города Ейска, в 2 км от села Кухаривка.
Хутор находится на развилке автомобильной дороги, идущей от Ейска до станиц Должанской и Камышеватской.

## Население
| 2002 | 2010 |
| ---- | ---- |
| 278  | ↗326 |